# Plaatselijke Kamer van Verenigingen Leiden
De Plaatselijke Kamer van Verenigingen Leiden is sinds 1966 de overkoepelende Kamer van Verenigingen voor de 25 studentenverenigingen in Leiden, waarin de meeste lokale gezelligheids-, sport-, culturele en confessionele studentenverenigingen van de Nederlandse universiteitsstad Leiden samenwerken. 

## Doel en missie
De PKvV Leiden is het overkoepelende overlegorgaan van diverse lokale studentenverenigingen en vertegenwoordigt hen bij de gemeente Leiden, verschillende stadspartners, de Hogeschool Leiden, de Universiteit Leiden en gremia binnen deze instanties, zoals het EL CID-studentbestuur (organisatie Introductietijd universiteit en hogeschool). Ook is de PKvV Leiden betrokken bij de organisatie van verschillende voorlichtingsactiviteiten van de Hogeschool Leiden en de Universiteit Leiden.

## Leden
Traditionele verenigingen:
L.S.V. Minerva · L.V.V.S. Augustinus · SSR-Leiden ·V.S.L. Catena  · A.L.S.V. Quintus
Sportverenigingen:
K.S.R.V. "Njord ·A.L.S.R.V. Asopos de Vliet ·E.L.S.Z.W.V. Aquamania ·  A.L.S.Z.V. De Blauwe Schuit · A.L.S.K.V.Levitas · LSD ·  S.W.V. Plankenkoorts
Internationale verenigingen:
AEGEE-Leiden · SIB-Leiden
Religieuze verenigingen:
VGSL 'Franciscus Gomarus' · ESV Ichthus Leiden · NSL · C.S.F.R. Panoplia
Muziekverenigingen:
Collegium Musicum · Sempre Crescendo
Culturele verenigingen:
L.S.S.V. Het Duivelsei · Leiden Debating Union · A.S.V. Prometheus · Dinsdag Avond Club
Toehoorders:
Leidse Studenten Ekklesia · Haagsche Studenten Vereeniging · L.S.G. Universalis